# Carla Barbarino
Carla Barbarino (* 16. Mai 1967) ist eine ehemalige italienische Sprinterin (400 m) und Hürdenläuferin (400 m Hürden).

## Karriere
Barbarino wurde viermal italienische Leichtathletik-Meisterin.